# سینه‌چاک تاریم
سینه‌چاک تاریم (نام علمی: Schizothorax biddulphi) نام یک گونه از سرده سینه‌چاک است.
این ماهی در حوضه تاریم و دریاچه بوستن سین‌کیانگ چین زندگی می‌کند. ماهی سینه‌چاک تاریم در رودها و دریاچه‌هایی با جریان بسیار کم یا راکد می‌زید و در آن آب‌ها از بی‌مهرگان ژرف‌زی، جلبک‌ها و تکه‌های کوچک ماکروفیت تغذیه می‌کند.